# Bahía de San Nicolás
La Bahía de San Nicolás es una bahía de la costa meridional del Perú, que constituye un entrante del océano Pacífico en el litoral de la provincia de Nazca, dentro del  departamento de Ica. Su superficie es de aproximadamente 77 km², y se extiende entre la punta Gallinazo, al noroeste, y la punta San Nicolás, al sureste, que la separa de la bahía de San Juan. Se trata de una bahía abierta hacia el suroeste, con aguas profundas y por lo general limpia de estorbos. El lado sureste de la bahía es la zona más abrigada y en ella se ha establecido el puerto San Nicolás, el cual ofrece un amplio fondeadero abrigado y seguro; la playa que bordea esta zona, llamada El Conchal, es baja y de arena, con aguas tranquilas. La bahía se encuentra dividida por el límite sur de la Reserva nacional San Fernando, una reserva natural que protege y conserva muestras representativas de la diversidad biológica de los ecosistemas marino-costeros del Perú.

## Descripción geográfica
La bahía de se localiza entre los paralelos 15°08’46” y 15°15’46” de latitud sur, presenta una longitud de 17 km en dirección noroeste y sureste, y una anchura de unos 8 km en sentido este a oeste, con una línea de costa de aproximadamente 28 kilómetros. El borde costero de la bahía es irregular, con playas bajas de arena, plataformas rocosas y acantilados cortados a pique, de entre los que sobresalen por el lado oriental, una serie de elevaciones que conforman una altiplanicie que alcanzan 988 m de altura, denominada lomas de Marcona, las cuales poco antes de llegar al seno sureste de la bahía se dirigen sensiblemente hacia el interior; en este seno se halla el puerto San Nicolás, que fue construido para la exportación en gran volumen de los minerales de hierro extraídos de las minas situadas en las proximidades. Cuenta con instalaciones para la extracción, conducción y embarque de los minerales mencionados, ocupando una considerable extensión de terreno que es visible desde el mar.
Desde el seno sureste de la bahía hasta la extremidad norte de la punta San Nicolás, se desprendía una isla que hoy se encuentra unida a tierra firme por un terraplén artificial. En la extremidad norte de la punta San Nicolás se extienden varias rocas visibles y otras anegadizas, que se apartan hasta 500 metros de su costa y que deben tenerse en cuenta al ingresar por el lado sur de la bahía.
La bahía de San Nicolás se encuentra en un área geográfica fuertemente influenciada por las aguas frías de la corriente de Humboldt, donde las temperaturas superficiales del mar en la bahía son relativamente bajas, durante el año fluctúan normalmente entre los 14 °C y 16 °C. Las corrientes de agua superficiales en la bahía presentan intensidades de débiles a moderadas, describiendo un giro antihorario y circulando con dirección de sur a norte de manera paralela a la costa. El fondo marino de la bahía está cubierto de arena, cascajo y fango.

## Riqueza biológica
La bahía de San Nicolás es un lugar de gran valor ecológico y paisajístico, en el que habitan especies típicas de ecosistemas marino-costeros, que han encontrado en la bahía una zona de alimentación, reproducción y descanso. Entre las aves marinas presentes en la bahía podemos citar a tres especies de aves guaneras: el cormorán guanay (Phalacrocorax bougainvillii), el pelícano peruano (Pelecanus thagus) y el piquero peruano (Sula variegata), además del pingüino de Humboldt (Spheniscus humboldti) y la chuita (Phalacrocorax gaimardi), especies que se encuentran categorizadas por la legislación peruana como en peligro de extinción.
Otras especies de aves presentes en la zona marino-costera de la bahía son el cormorán neotropical (Phalacrocorax brasilianus), el ostrero negro (Haematopus ater), el zarcillo (Larosterna inca), el zarapito trinador (Numenius phaeopus), la gaviota peruana (Larus belcheri), la gaviota dominicana (Larus dominicanus), la gaviota gris (Larus modestus), el churrete marisquero (Cinclodes taczanowskii), el vuelve piedras (Arenaria interpres), el gallinazo cabeza roja (Cathartes aura), la garza blanca pequeña (Egretta thula) y la dormilona oscura (Muscisaxicola macloviana), esta última ave es una especie migratoria que viene desde el sur de Chile y Argentina a pasar el invierno en las costas peruanas.
El mundo submarino de la bahía de San Nicolás muestra un impresionante paisaje y mucha vida, donde los peces e invertebrados son los grupos taxonómicos más representativos. Se han registrado 28 especies de poliquetos, 20 especies de peces, 8 especies de moluscos, 6 especies de crustáceos y 4 especies de otros grupos menos representativos. Esta bahía también se destaca por contener grandes biomasas de concha navaja (Ensis macha). La diversidad marina presente da soporte a la pesca artesanal que se realiza a lo largo de todo su litoral y que captura anchoveta (Engraulis ringens), pejerrey (Odontethes regia regia), lorna (Sciaena deliciosa), cabinza (Isacia conceptionis), camotillo (Normanichthys crockeri), bagre (Galeichthys peruvianus), entre otras.
Por otro lado, en el grupo de mamíferos marinos se han registrado dos especies de lobos marinos que pertenecen a la familia Otariidae: el lobo chusco sudamericano (Otaria flavescens) y el lobo fino sudamericano (Arctophoca australis). En la zona costera de la bahía también es frecuente observar al zorro andino (Lycalopex culpaeus) y a la lagartija  peruana (Microlophus peruvianus), esta última especie se encuentra en la línea de playa, específicamente en la zona rocosa de la bahía.